# Конвой «Вевак Йото № 4»
Конвой «Вевак Йото № 4» — японський конвой часів Другої світової війни, проведення якого відбувалось у лютому — березні 1944-го.
Вихідним пунктом став Палау — важливий транспортний хаб на заході Каролінських островів, тоді як метою операції було постачання головного японського гарнізону на північному узбережжі Нової Гвінеї у Веваку.
До складу конвою увійшли транспорти «Кайо-Мару», «Кофуку-Мару» та «Шоєй-Мару» (Shoei Maru, також відоме як Matsuei Maru), тоді як охорону забезпечував мисливець за підводними човнами CH-34.
29 лютого 1944-го загін вийшов з порту та попрямував до порту Холландія (наразі Джаяпура, за три з половиною сотні кілометрів західніше Веваку). 4 березня дещо більш ніж за сотню кілометрів на північний захід від Холландії американський підводний човен USS Peto атакував та потопив «Кайо-Мару», що перевозило 825 військовослужбовців. Втім, більшість людей вдалось врятувати і загинуло лише 46 пасажирів та 43 члени екіпажу. CH-34 контратакував глибинними бомбами, проте не досягнув успіху.
7 березня 1944-го інші транспорти конвою полишили Холландію та 10 березня повернулись на Палау.